# Вилхелм Филипс
Вилхелм Филипс (на немски: Wilhelm Philipps) е германски офицер, който служи по време на Първата и Втората световна война.

## Живот и кариера
Вилхелм Филипс е роден на 29 юли 1894 г. във Вупертал-Бермен, Германия. През 1913 г. постъпва в армията като офицерски кадет. През следващата година е произведен в лейтенант и е зачислен към артилерийски полк. Участва в Първата световна война и след нея се присъединява към Райхсвера. През 1937 г., вече със звание оберстлейтенант, поема командването на 11-и танков полк. Следващите му назначения са в главния щаб на сухопътните войски. Към края на войната, на 25 май 1944 г. поема командването на 3-та танкова дивизия. Остава на поста до 19 януари 1945 г., когато отново е прехвърлен към главния щаб на сухопътните войски. Умира на 13 февруари 1971 г.

## Дати на произвеждане в звание
- Лейтенант – 1914 г.
- Оберст – 1 март 1938 г.
- Генерал-майор – 1 октомври 1941 г.
- Генерал-лейтенант – 1 октомври 1943 г.

## Награди
- Рицарски кръст – 4 юли 1943 г.
- Германски кръст, златен – 30 декември 1944 г.